# Álvaro Barbalho Uchôa Cavalcanti
Álvaro Barbalho Uchôa Cavalcanti (Sirinhaém, 2 de abril de 1818 – Parnamirim, 19 de dezembro de 1889) foi desembargador e político brasileiro. Foi deputado geral e senador do Império do Brasil de 1871 a 1889.

## Biografia
Álvaro nasceu em Sirinhaém, Pernambuco, no engenho Canto Escuro, filho de Francisca de Assis Cavalcanti e de José Cavalcanti de Albuquerque. Recebeu o mesmo nome que seu avô materno, casado com Francisca de Paula Maria da Conceição. Pelo lado paterno, era neto de Leonor Serafina Cavalcanti e de João Cavalcanti de Albuquerque. Era descendente do português Domingos Bezerra de Felpa Barbuda que foi vereador em Olinda e Senhor de Engenho no Monteiro no século XVI.
Formou-se em Direito pela Faculdade de Olinda em 1838 e, já em 26 de setembro de 1839, entrou para a magistratura, ao ser nomeado prefeito da comarca de Rio Formoso. Em 7 de dezembro do ano seguinte, foi designado juiz de direito da mesma. Daí foi removido para a comarca de Flores, em 19 de abril de 1844, e depois para a de Limoeiro, em 18 de agosto de 1847.
Em seguida, foi removido para a vara dos Feitos da Fazenda de Recife e promovido a desembargador do tribunal de relação da dita capital pernambucana, em 29 de outubro de 1861.
No campo político, militou nas fileiras do Partido Conservador, e de 1840 a 1872, alternou-se como deputado na Assembleia Provincial e na Câmara dos Deputados. Por carta imperial de 4 de abril de 1872, foi escolhido senador do Império e logo depois aposentado do cargo de desembargador com honras de ministro do Supremo Tribunal de Justiça.
Era membro do Instituto Histórico e Geográfico do Rio de Janeiro, cavaleiro da Imperial Ordem de Cristo e oficial da Imperial Ordem da Rosa.
Casou-se, em 27 de outubro de 1838, com Ana Rita Maurício Vanderlei (c.1821-1883), filha de Francisca Antônia do Sacramento e João Maurício Vanderlei, irmã do Barão de Cotejipe. Desta união, nasceram 18 filhos, dos quais onze o sobreviveram, entre os quais:
- João Barbalho Uchôa Cavalcanti (1846-1909), ministro do Superior Tribunal de Justiça;
- Luís Barbalho Uchôa Cavalcanti (1860-1921), magistrado em Pernambuco.[3]

Um de seus bisnetos, Adolfo Celso Uchôa Cavalcanti, foi deputado federal de Pernambuco entre 3 de maio de 1935 e 10 de novembro de 1937, pelo Partido Social Democrata (PSD). Foi também Secretário do Interior e Justiça de Pernambuco durante a administração do interventor Carlos Lima Cavalcanti (1930-1935), chegou a ocupar interinamente o Executivo estadual.
Álvaro faleceu aos 70 anos, em sua residência em Parnamirim, Pernambuco, de lesão cardíaca, destituído do cargo de senador com a queda do regime monárquico um mês antes. Seu corpo foi sepultado no Cemitério de Santo Amaro, em Recife.